# Phosphila arcuata
Phosphila arcuata är en fjärilsart som beskrevs av Walker 1857. Phosphila arcuata ingår i släktet Phosphila och familjen nattflyn. Inga underarter finns listade i Catalogue of Life.